# NGC 6572
NGC 6572 是一個行星狀星雲，視星等8.1，即使以業餘天文學家的小望遠鏡，它也是個足夠明亮，可以輕鬆觀測到的目標，因此很受業餘人士的注意。它的位置在蛇夫座，距離3,500光年，以低倍數觀看時像一顆有顏色的恆星，但提高倍數就可以看出它的形狀。NGC 6572是在1825年被德國天文學家瓦西里·雅可夫列维奇·斯特鲁维發現的。

## 外部連結
- A Dazzling Planetary Nebula（页面存档备份，存于） — ESA/Hubble Picture of the week.